# Turistická značená trasa 3633
 Turistická značená trasa 3633 je 4,5 km dlouhá zeleně značená turistická trasa Klubu českých turistů, nacházející se v přírodním parku Radeč, spojujcí Trnovský rybník s vrchem Chlum.

## Průběh trasy
Trasa začíná a zároveň i končí u rozcestníku Habr-rybník. Setkává se tu se žlutě značenou turistickou trasou č. 6648 a modře značenou turistickou trasou č. 1406. Dále pokračuje podél rybníka, skrz kemp, proti proudu Voldušského potoka k rozcestníku Sloupek. Poté cesta vede k vrcholu Chlum (561 m n. m.), od něhož se stáčí zpět k Trnovskému rybníku.